# دوري السوبر الدنماركي 2016–17
دوري السوبر الدنماركي 2016–17 (بالدنماركية: Superligaen 2016-17)‏ هو الموسم 104 من  دوري السوبر الدنماركي. أقيم خلال الفترة 15 يوليو 2016 وحتى 4 يونيو 2017، والذي يشرف على تنظيمه اتحاد الدنمارك لكرة القدم، وكان عدد الأندية المشاركة فيه  14، وفاز فيه نادي كوبنهاغن.